# محمد جعفر جمال القحطاني
محمد جعفر جمال القحطاني هو مواطن سعودي كان أسيرًا محتجزًا رهن الاعتقال خارج نطاق القضاء في قاعدة بغرام في أفغانستان التابعة الولايات المتحدة. تم احتجاز القحطاني والرجال الثلاثة الآخرين في الزنزانة 119، في قاعدة بغرام،  وأفاد شميت وغولدن أنه كان من المخطط نقل الرجال الأربعة إلى معتقلات خليج غوانتانامو في كوبا.
لكن استطاع الرجال الأربعة الهروب من بغرام في 11 يوليو 2005. ووفقًا لإريك شميت وتيم غولدن من صحيفة نيويورك تايمز فإن المسؤولين الأمريكيين لم يكونوا يعرفوا اسمه الحقيقي. وأفاد شميت وغولدن أن "مسؤولي المخابرات أعطوا آراء متباينة حول أهمية القحطاني، ووصفه أحد المسؤولين بأنه كان مسؤولاً في وقت ما عن الحفاظ على هيكل دعم القاعدة في أفغانستان؛ وقال آخر إنه كان مقاتلًا مهمًا في تنظيم القاعدة، لكنه لم يكن ناشطًا رفيع المستوى".
ظهر القحطاني في شريط فيديو أصدرته القاعدة في وقت لاحق من عام 2005. وذكرت إذاعة أوروبا الحرة أن القحطاني ظهر في شريط فيديو للقاعدة مع رجال فروا في أكتوبر 2005.
وفي 6 نوفمبر 2006 أعلنت القوات الأمريكية عن القبض على خمسة رجال من قيادي القاعدة، خلال عملية عسكرية في مقاطعة خوست. وفي 13 نوفمبر 2006 ذكرت صحيفة الشرق الأوسط أن أحد الرجال الأسرى سعودي يدعى «أبو نصير القحطاني»، واسمه الحقيقي محمد جعفر جمال القحطاني. وذكرت وكالة أنباء شينخوا أن الرجال تم أسرهم ومعهم بعض القنابل اليدوية والمعدات العسكرية والقذائف الخارقة للدروع والبنادق الهجومية من طراز AK-47 وكاميرا فيديو لمراقبة المنشآت العسكرية القريبة. وقال متحدث باسم طالبان لـ «نيوز إنترناشيونال» أن القحطاني تم أسره في منزل آمن بالقرب من مطار خوست.
تم تسليم القحطاني إلى المملكة العربية السعودية في 29 أبريل 2007.